# 资政新篇
《资政新篇》是太平天国干王洪仁玕在1859年向天王洪秀全呈交的一份建議書，提出在太平天國推行多項改革，涉及政治、法律、經濟等領域。洪秀全同意了許多建議，另一些建議則被否決或認為時機未成熟而不宜推行，實際上全部建議最後仍是沒有落實。

## 背景
1856年9月太平天国发生内讧，形势急转直下。1859年，曾學習西方事物的洪仁玕從英屬香港來到天京，洪秀全封他為軍師、干王。洪仁玕明白太平天國需要改革去挽救政权，於是在該年向洪秀全提交《資政新篇》。

## 內容
《资政新篇》在政治方面主张加强中央集权；经济方面主张兴办工矿交通事业；改良社会方面主张发展文化、卫生和福利事业，革除陋习；法律方面主张改革刑罚制度。它是一个统筹全局的治国方案，不過並非太平天国的施政纲领，該書（被洪秀全批閱的版本）沒有被列入「旨准頒行詔書總目」，只是得到「旨准頒行」，僅是獲許可在太平天國內印刷發行和流通。
《資政新篇》共四部分：一、用人察失，禁止朋黨；二、革除腐朽生活方式，移風易俗；三、實行新的社會和經濟政策，仿效西方資本主義；四、採用新的刑法制度。關於實行新的社會經濟政策，《資政新篇》從政治上總結了太平天國立國以來的主要經驗教訓，要求加強中央集權，反對分散主義，反對結黨營私。但它的主要內容是回答了太平天國或者說農民革命應當向何處去的問題。他首先泛論當時世界各國的大勢，指出各國富強或者落後的原因，然後列舉出一系列仿效西方資本主義制度的建議。主要內容有：（一）創辦報紙，溝通上下情感，設立不受眾官節制也不節制眾官的各省新聞官，專收各地新聞紙呈送天王；（二）成立某些地方自治機構，管理地方財政、鄉兵、教育、醫院以及社會救濟事業等；（三）興辦近代工礦交通等企業，仿造火車、輪船，設立郵局，提倡築道路、修水利、開礦山、辦工廠，興辦銀行、發行紙幣等；並實行准許私人投資，獎勵發明創造，保護專利等政策；（四）與外國通商，平等往來，歡迎外國人前來傳授工藝技術，但不准干涉內政。《資政新篇》從「因時制宜，審勢而行」的原則出發，根據中國的實情和當時世界的潮流，提出在中國發展資本主義經濟和進行一些相應的上層建築改革。洪秀全對《資政新篇》作了仔細的批示。除對其中講到不殺人、誡殺人的兩處表示反對外，大體上採取肯定和贊同的態度。《資政新篇》是近代中國最早提出的一個使中國走向資本主義的近代藍圖，表明國門打開以後向西方學習的趨向。對《資政新篇》這種要求按照資本主義的模式來改造太平天國的大膽呈述，洪秀全表示基本支持和要求推行的態度，它表明，農民革命的領袖們面對太平天國立國以來的歷史經驗，開始國家建設問題上的新探索。這也表明，如果條件允許，太平天國完全可以走上與傳統農民戰爭不同的道路。向西方國家尋找真理，在當時是一種先進思想。洪秀全從一個農民革命領袖的地位來抓住這個問題，加以解答，表現了他的氣魄和思想光輝。

## 影響及評價
由于当时社会动荡，《資政新篇》提出的建議并未实行，而太平天國其他重要人物也不重視該書。忠王李秀成被清軍俘獲後，清方的記載說：「偽干王所編各書，李酋皆不屑看也。」曾國藩的幕僚趙烈文看過《資政新篇》後，卻讚賞說：「於夷情最諳練……觀此一書，則賊中不為無人」。